# Dubai World Trade Centre
Dubai World Trade Center (zkratka DWTC, arabsky مركز دبي التجاري العالمي, česky Dubajské centrum obchodu) je mrakodrap v největším městě Spojených arabský emirátů, Dubaji, nachází se vedle hlavní tepny města, Sheikh Zayed Road. Byl to první mrakodrap v Dubaji a součást plánu o celkovém rozvoji Dubaje dle tehdejšího emíra Rašída ibn Sajíd al-Maktúma, který ho také financoval. Jeho stavba byla dokončena v roce 1979, do roku 2000 byl nejvyšší budovou SAE, stal se také symbolem rozvoje Dubaje, byl výrazným orientačním bodem města. Měří 149 metrů, má 39 pater anténa sahá do výšky 184 m.
K mrakodrapu přiléhá také výstavní centrum Dubai International Exhibition Centre, které bylo postaveno také v roce 1979.

## Odkazy

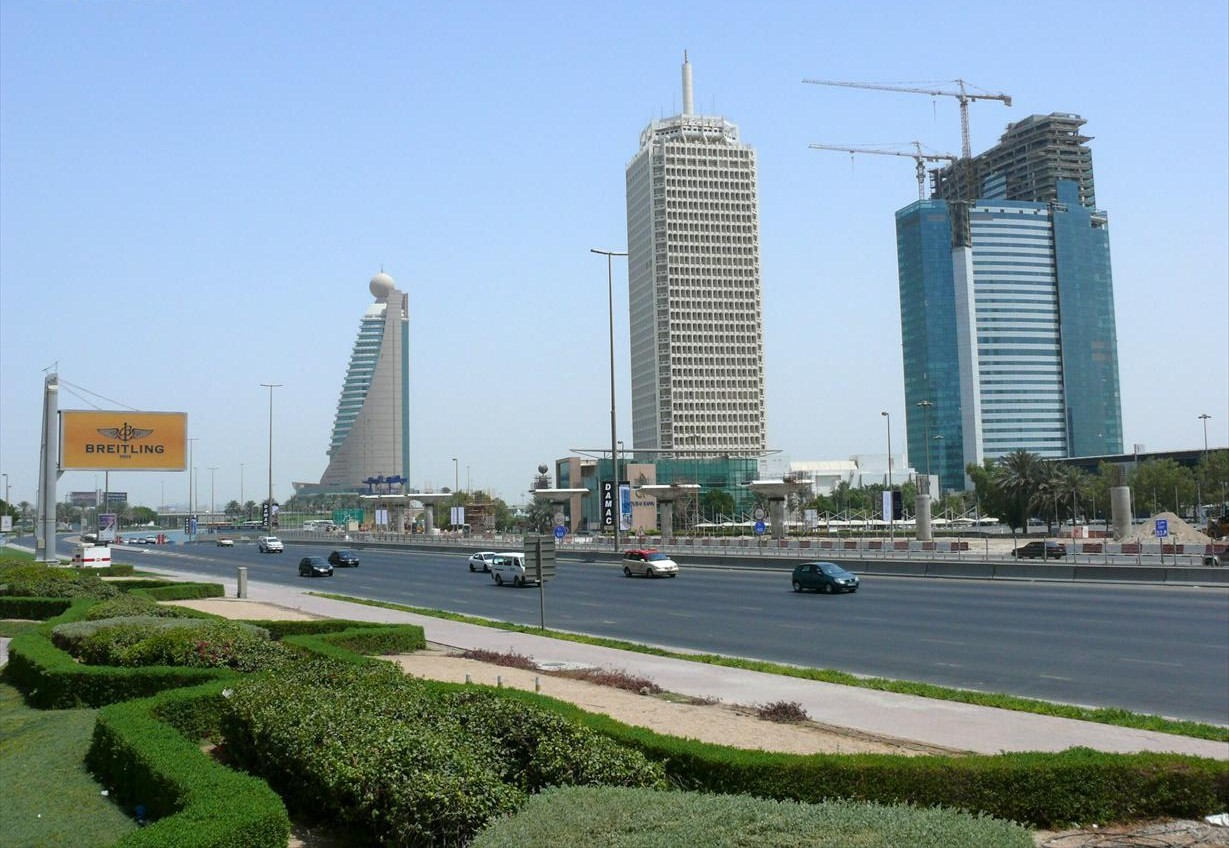
Sheikh Zayed Road a DWTC (prostřední mrakodrap) v roce 2007